# Nectandra minima
Nectandra minima är en lagerväxtart som beskrevs av J.G. Rohwer. Nectandra minima ingår i släktet Nectandra och familjen lagerväxter. Inga underarter finns listade i Catalogue of Life.